# مارگرت پلگرینی
مارگارت پلگرینی (انگلیسی: Margaret Pellegrini؛ ۲۳ سپتامبر ۱۹۲۳ – ۷ اوت ۲۰۱۳) یک هنرپیشه اهل ایالات متحده آمریکا بود.